# Pardosa lineata
Pardosa lineata là một loài nhện trong họ Lycosidae.
Loài này thuộc chi Pardosa. Pardosa lineata được Frederick Octavius Pickard-Cambridge miêu tả năm 1902.